# Spyker F1
Spyker F1 byla nizozemská automobilová stáj Formule 1, vlastněná nizozemským výrobcem sportovních vozů Spyker Cars. Stáj existovala a závodila pouze jedinou sezonu, a to v roce 2007; poté byla prodána skupině indických investorů a stal se z ní tým Force India.
Spyker byl vytvořen de facto v září 2006 odkoupením podílu v týmu Midland F1 (nástupci Jordanu). Na konci sezony 2006 byl Spykeru prodána i zbylá část stáje. O rok později, na podzim 2007, už byli novými vlastníky Indové.

## Zakoupení týmu Midland F1
Zhruba v polovině sezony 2006 se začalo v paddocku mluvit o případném prodeji týmu Midland, jehož majitelem byl rusko-kanadský podnikatel Alex Shnaider, jenž původně tým koupil od Eddieho Jordana. Shnaider skutečně zvažoval prodej svého týmu za zhruba $128 milionu. Týmy formule 1 se staly mnohem cennějšími vzhledem k tomu, že od roku 2008 bude moci ve formuli 1 závodit pouze dvanáct týmů.

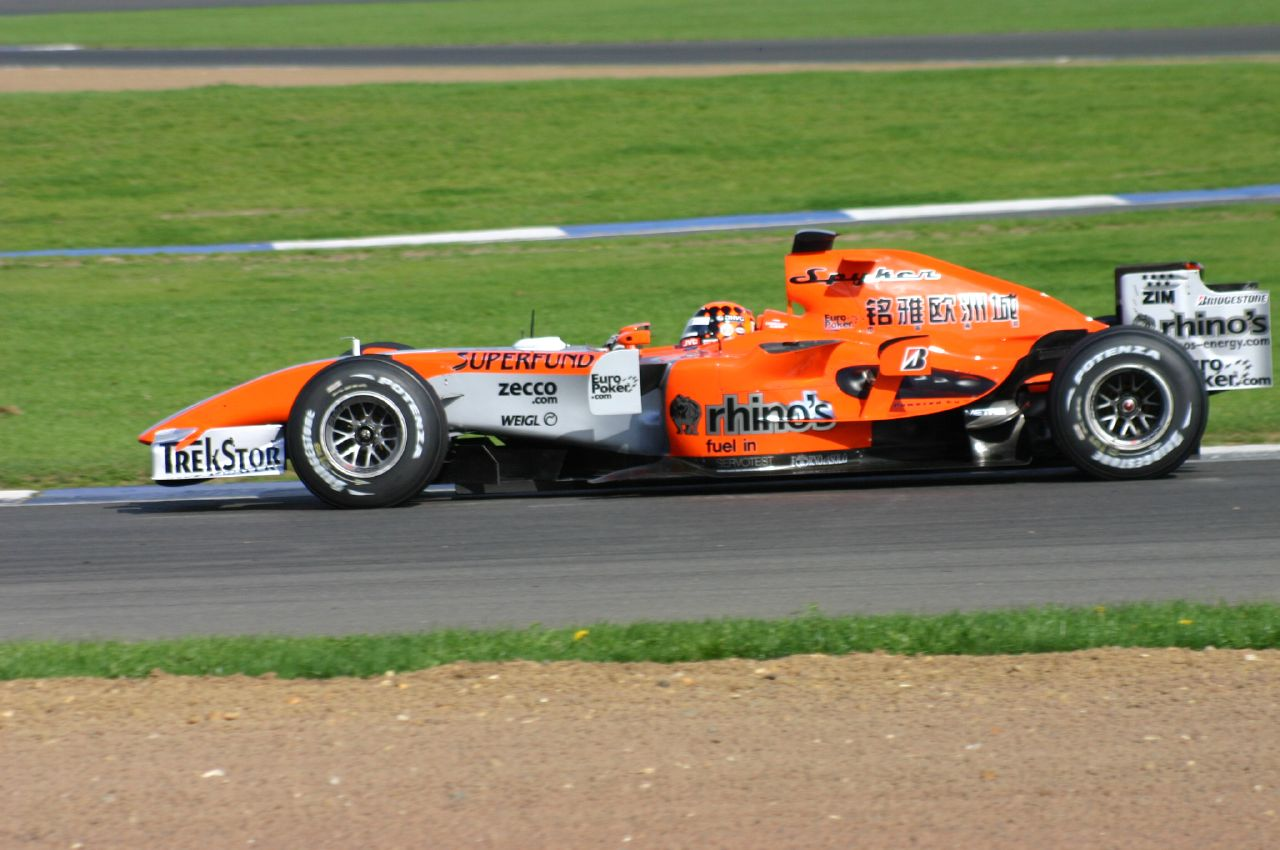
Christijan Albers s novým designem Spykeru.

9. září 2006 byl ohlášen prodej týmu Midland, nizozemské společnosti Spyker Cars, za $106,6 milionu. Pro zbytek sezony zůstali jezdci Christijan Albers a Tiago Monteiro a navíc Spyker podepsal s Albersem smlouvu na příští rok. Oficiální název týmu byl podle pravidel FIA, které nedovolují změnu názvu týmu během sezony, ale dovolují, aby jméno sponzora týmu bylo před jeho názvem, změněn na Spyker MF1 Team od Grand Prix Číny.

## Sezona 2007
Už při výše zmiňované Grand prix Číny bylo ohlášeno, že šéfem týmu pro rok 2007 zůstane Colin Kolles. Michiel Mol, člen představenstva Spyker Cars, se stal novým ředitelem. Od konce sezony 2006 byl výkonným technickým ředitelem jmenován Mike Gascoyne. Druhým pilotem týmu se stal Adrian Sutil, který byl v sezoně 2006 jedním z testovacích jezdců. 1. února byly podepsány smlouvy se závodníky Adriánem Vallésem, Fairuzem Fauzym, Giedo van der Gardem a Markusem Winkelhockem, kteří se stali testovacími a zároveň náhradními jezdci týmu.
Hlavními sponzory týmu se staly společnosti Etihad Airways a Aldar Properties z Abú Zabí, ze Spojených arabských emirátů. Oficiální název týmu bude Etihad Aldar Spyker F1 Team.
10. července byl ze své smlouvy se Spykerem uvolněn Christijan Albers, kvůli nedostatku sponzorských peněz. Michiel Mol své rozhodnutí označil „za jedno ze svých nejtěžších rozhodnutí své kariéry“. O dva dny později už Christian Klien testoval Spyker, ale náhradníkem, pouze pro evropskou Grand Prix na Nürburgringu, byl jmenován Markus Winkelhock.

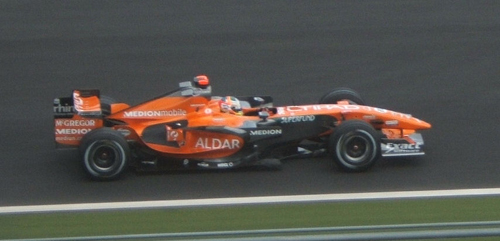
Adrian Sutil při Grand Prix Francie v roce 2007.

Během Grand Prix Evropy se díky silné deštivé přeháňce a správné volbě pneumatik dostal Markus Winkelhock na 6 kol do čela závodu. Ovšem od příštího závodu, Grand Prix Maďarska, a až do konce sezony byl na uvolněné místo po Albersovi jmenován Sakon Jamamoto.
14. srpna firma Spyker Cars oznámila, že zvažuje prodej části nebo celého týmu formule 1, kvůli nestálým finančním potížím.
Pro Grand Prix Turecka byl naplánován start nové B-specifikace vozu. Jenže model F8-VIIB neprošel zátěžovými zkouškami zadní části vozu, které musí splňovat každý vůz formule 1, a tak je jeho premiéra odložena na Grand Prix Itálie.
Indický obchodník Vijay Mallya, vlastník letecké společnosti Kingfisher Airlines, která sponzoruje Toyotu, a ředitel Spykeru Michiel Mol 2. září uvedli, že představenstvo týmu Spyker souhlasilo s prodejem týmu skupině kupců, která si říká Orange India za přibližně $110 milionu. Odkoupení týmu by mělo být dokončeno během měsíce. 21. září byl oficiálně potvrzen prodej týmu za 88 milionu eur (123 mil. $)
Do závodu v Itálii byla poprvé nasazena specifikace B (F8-VII-B) letošního modelu Spykeru.
V japonské Grand Prix získal Spyker svůj první bod ve formuli 1. Adrian Sutil závod dokončil na devátém místě, ale Vitantonio Liuzzi s vozem týmu Toro Rosso, který dojel před ním na bodovaném osmém místě, byl po závodě penalizován přičtením 25 sekund k výslednému času za předjíždění při vyvěšených žlutých vlajkách.

## Kompletní výsledky ve Formuli 1
| Legenda k tabulce | Legenda k tabulce                                                                       |
| Barva             | Výsledek                                                                                |
| ----------------- | --------------------------------------------------------------------------------------- |
| Zlatá             | Vítěz                                                                                   |
| Stříbrná          | 2. místo                                                                                |
| Bronzová          | 3. místo                                                                                |
| Zelená            | Bodované umístění                                                                       |
| Modrá             | Nebodované umístění                                                                     |
| Modrá             | Dokončil neklasifikován (NC)                                                            |
| Fialová           | Odstoupil (Ret)                                                                         |
| Červená           | Nekvalifikoval se (DNQ)                                                                 |
| Červená           | Nepředkvalifikoval se (DNPQ)                                                            |
| Černá             | Diskvalifikován (DSQ)                                                                   |
| Bílá              | Nestartoval (DNS)                                                                       |
| Bílá              | Závod zrušen (C)                                                                        |
| Světle modrá      | Pouze trénoval (PO)                                                                     |
| Světle modrá      | Páteční testovací jezdec (TD)                                                           |
| Bez barvy         | Netrénoval (DNP)                                                                        |
| Bez barvy         | Vyřazen (EX)                                                                            |
| Bez barvy         | Nepřijel (DNA)                                                                          |
| Bez barvy         | Odvolal účast (WD)                                                                      |
| Bez barvy         | Nezúčastnil se (prázdné)                                                                |
| Označení          | Význam                                                                                  |
| Tučnost           | Pole position                                                                           |
| Kurzíva           | Nejrychlejší kolo                                                                       |
| †                 | Jezdec nedojel do cíle, ale byl klasifikován, protože odjel více než 90 % délky závodu. |
| ‡                 | Byl udělován poloviční počet bodů, protože bylo odjeto méně než 75 % délky závodu.      |
| Horní index       | Umístění bodujících jezdců ve sprintu                                                   |

| Rok  | Šasi           | Motor              | Pneu | Jezdci            | 1   | 2   | 3   | 4   | 5   | 6   | 7   | 8   | 9   | 10  | 11  | 12  | 13  | 14  | 15  | 16  | 17  | Body | Umístění  |
| ---- | -------------- | ------------------ | ---- | ----------------- | --- | --- | --- | --- | --- | --- | --- | --- | --- | --- | --- | --- | --- | --- | --- | --- | --- | ---- | --------- |
| 2007 | F8-VII F8-VIIB | Ferrari 056 2.4 V8 | B    |                   | AUS | MAL | BHR | ESP | MON | CAN | USA | FRA | GBR | EUR | HUN | TUR | ITA | BEL | JPN | CHN | BRA | 1    | 10. místo |
| 2007 | F8-VII F8-VIIB | Ferrari 056 2.4 V8 | B    | Adrian Sutil      | 17  | Ret | 15  | 13  | Ret | Ret | 14  | 17  | Ret | Ret | 17  | 21  | 19  | 14  | 8   | Ret | Ret | 1    | 10. místo |
| 2007 | F8-VII F8-VIIB | Ferrari 056 2.4 V8 | B    | Christijan Albers | Ret | Ret | 14  | 14  | 19  | Ret | 15  | Ret | 15  |     |     |     |     |     |     |     |     | 1    | 10. místo |
| 2007 | F8-VII F8-VIIB | Ferrari 056 2.4 V8 | B    | Markus Winkelhock |     |     |     |     |     |     |     |     |     | Ret |     |     |     |     |     |     |     | 1    | 10. místo |
| 2007 | F8-VII F8-VIIB | Ferrari 056 2.4 V8 | B    | Sakon Jamamoto    |     |     |     |     |     |     |     |     |     |     | Ret | 20  | 20  | 17  | 12  | 17  | Ret | 1    | 10. místo |